# Thomas Percy (7e graaf van Northumberland)
Thomas Percy, 7e graaf van Northumberland, 1ste Baron Percy (1528 - 22 augustus 1572), leidde de Opstand van het Noorden en werd geëxecuteerd wegens verraad. Hij werd later zalig verklaard door de katholieke kerk.

## Vroeger leven
Percy was de oudste zoon van Sir Thomas Percy en Eleanor, dochter van Sir Guiscard Harbottal. Hij was de neef van Henry Percy, 6e graaf van Northumberland, met wie Anna Boleyn een relatie had voordat ze de vrouw werd van koning Hendrik VIII. Toen Thomas acht jaar oud was werd zijn vader, Sir Thomas Percy, geëxecuteerd op Tyburn (2 juni 1537) omdat hij een leidende rol had gespeeld in de bedevaart van genade en hij wordt door velen ook als martelaar beschouwd. Thomas en zijn broer Henry werden toen weggehaald bij hun moeder en toevertrouwd aan Sir Thomas Tempest.
In 1549, toen Thomas Percy meerderjarig was, werd er een wet aangenomen “voor de restitutie in bloed van Mr. Thomas Percy”. Kort daarna werd hij geridderd en drie jaar later, tijdens het bewind van koningin Maria I, kreeg hij zijn voorouderlijke eerbewijzen en landerijen terug. Hij werd teruggeroepen als lid van het parlement voor Westmorland in het parlement van Engeland dat in november 1554 werd bijeengeroepen. Als gouverneur van Prudhoe Castle belegerde en veroverde hij Scarborough Castle, dat in 1557 door rebellen werd ingenomen. Als beloning kreeg hij de titel van graaf van Northumberland en de baronieën van Percy, Poynings, Lucy, Bryan en Fitzpane werden aan hem teruggegeven op 1 mei 1557. Hij werd met veel pracht en praal geïnstalleerd in Whitehall en werd kort daarna benoemd tot Warden General of the Marches, in welke hoedanigheid hij streed tegen de Schotten.

## Onder het bewind van Elizabeth I
Bij de toetreding van koningin Elizabeth I werd de graaf, van wie bekend was dat hij trouw was aan de Katholieke Kerk, in het noorden vastgehouden terwijl de antikatholieke maatregelen van Elizabeths eerste parlement werden goedgekeurd. Elizabeth bleef hem gunstig gezind en gaf hem in 1563 de Orde van de Kousenband. Hij had toen ontslag genomen als directeur en woonde in het zuiden. Maar de systematische vervolging van de katholieken maakte hun positie zeer moeilijk en in de herfst van 1569 beraamden de katholieke adel in het noorden, opgehitst door geruchten over de naderende excommunicatie van Elizabeth, plannen om Maria I van Schotland, te bevrijden, mogelijk om haar op de Engelse troon te zetten, en om vrijheid van godsdienst te verkrijgen. Graaf Thomas schreef samen met de graaf van Westmorland naar de paus om advies te vragen, maar voordat hun brief Rome bereikte werden ze door omstandigheden tegen beter weten in tot actie aangezet.

## Huwelijk en kinderen

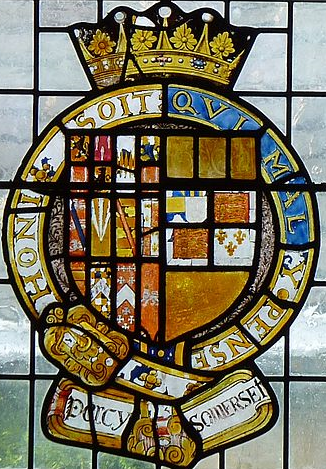
17e-eeuws glas-in-lood wapenschild met het wapen van Thomas Percy, 7e graaf van Northumberland (1528-1572), (met 11 kwartieren) dat Somerset spietst (glas beschadigd/incompleet), het wapen van zijn vrouw Anne Somerset, dochter van Henry Somerset, 2e graaf van Worcester, het geheel omcirkeld door de Kousenband. Detail van Percy Window, Petworth House, Sussex.

In 1558 trouwde hij met Anne Somerset, dochter van Henry Somerset, 2e graaf van Worcester. Hun kinderen waren:
1. Thomas Percy, baron Percy (overleden 1560), overleefd door zijn vader.
2. Elizabeth Percy, vrouw van Richard Woodroffe of Woolley, zoon van Francis Woodroffe.
3. Joan Percy, vrouw van Lord Henry Seymour, een jongere zoon van Edward Seymour, 1e hertog van Somerset door zijn vrouw Anne Stanhope.
4. Lucy Percy, vrouw van Edward Stanley of Tong Castle, zoon van Sir Thomas Stanley door zijn vrouw Margaret Vernon.
5. Mary Percy, een non, oprichtster van de Abbey of Our Lady of the Assumption in Brussel waarvan bijna alle bestaande huizen van benedictinessen in Engeland afstammen.
6. John of Jehan Percy

## Overlijden

### Gevangenneming en onthoofding
Nadat de Opstand van het Noorden mislukte, vluchtte Thomas naar Schotland, waar hij gevangen werd genomen door de graaf van Morton, een van de leidende Schotse edelen. Hij werd vastgehouden in Lochleven Castle. 
Na drie jaar werd de graaf verkocht aan de Engelse regering voor tweeduizend pond. Hij werd naar York gebracht en op 22 augustus 1572 onthoofd tijdens een openbare executie. Hij weigerde een aanbod om zijn leven te redden door het katholicisme af te zweren. Zijn onthoofde lichaam werd begraven in de nu gesloopte St Crux Church te York.

## Opvolging
Zijn vrouw overleefde hem, evenals vier dochters die zijn mede-erfgenamen waren. De baronieën Percy en Poynings en het graafschap Northumberland van de oudere creatie werden verbeurd verklaard, maar door een clausule in het patent werden het nieuwere graafschap Northumberland en de andere in 1557 verleende eretekens dat niet. Omdat zijn eerste zoon zonder mannelijke nakomelingen was overleden, ging het graafschap over op zijn jongere broer Henry Percy, 8e graaf van Northumberland.

## Zaligverklaring
Hij werd zalig verklaard door Paus Leo XIII op 13 mei 1895 en zijn feestdag werd aangewezen om jaarlijks op 14 november te worden gevierd in het Bisdom van Hexham en Newcastle.